# ليف بلغاري
الليف البلغاري (بالبلغاريّة: български лев) العملة الرسميّة لبلغاريا، رمزها (лв أو MDL) ويصدرها مصرف بلغاريا الوطني، اليف البلغاري الواحد مقسمّ إلى مئة ستاتينكي (بالبلغاريّة: стотинки) وسعر صرفها كل دولار أمريكي = 1,4667 ليف بلغاري، أصدرت هذه العملة أول مرّة في عام 1881، ومن المقرر الاستغناء عن الليف البلغاري بعد انضمام بلغاريا للنظام النقدي الأوروبي واستخدامها للعملة الأوروبية الموحدة اليورو عام 2013.

## أصل الكلمة
اسم العملة مشتق من الكلمة البلغارية القديمة "ليف"، والتي تعني الأسد، تمامًا كما هو الحال في الليو الروماني. في كلتا الحالتين، يشير الأسد إلى الثالر الهولندي (leeuwendaalder "ثالر الأسد/الدولار"). تقلد الليوينداالدر الهولندي في العديد من المدن الألمانية والإيطالية، و تداولوا هذه العملات في رومانيا ومولدوفا وبلغاريا وأعطت اسمها لعملاتها الخاصة: الليو الروماني والليو المولدوفي والليف البلغاري.
أنتجت التأريخية الوطنية البلغارية الأسطورية الكثير من المحتوى حول ارتباط الأسد، حيث قدمته كرمز وطني لبلغاريا على مر القرون. كانت الأسود شائعة في المنطقة حتى حوالي 300 قبل الميلاد. في بلغاريا، يظهر الأسد في العديد من المعالم التاريخية. يرجع تاريخ أقدم الصور، التي عُثر عليها على ألواح حجرية في مدينة ستارا زاغورا، إلى القرنين التاسع والعاشر الميلاديين. يُصوَّر أسد على فارس مادارا- وهو نقش بارز مثير للإعجاب من العصور الوسطى منحوت في هضبة صخرية شاهقة في شمال شرق بلغاريا في القرن السابع أو الثامن الميلادي، وهو مدرج في قائمة اليونسكو للتراث العالمي. في العصور الوسطى، احتفل ملوك بلغاريون مثل إيفان شيشمان، أحد آخر حكام المملكة البلغارية الثانية، بالأسد كرمز للقوة.

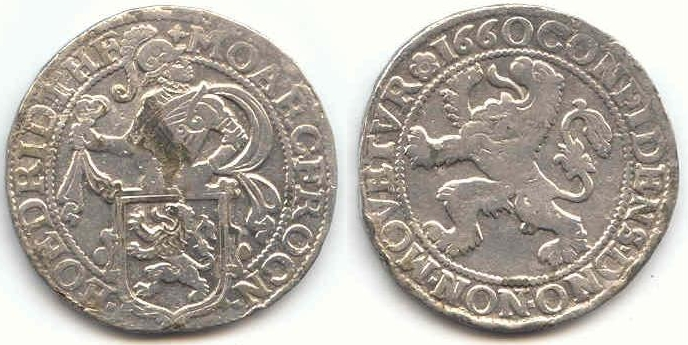
تالر هولندي، يصور أسدًا، أصل "ليف" البلغاري

في زمن الصحوة الوطنية البلغارية في سنوات الحكم العثماني، كان الأسد يُعتبر ويستخدم على نطاق واسع كرمز وطني رئيسي. Paisii of Hilendar، وهو راهب متميز وشخصية إحياء رئيسية، ذكر في كتابه الرائد Istorija Slavjanobolgarskaja كان لدى البلغاريين أسد على الختم الملكي لملوكهم: رمزًا لشجاعة وإقدام وقوة المحاربين البلغاريين الذين قاتلوا "مثل الأسود".
تُقدم صور الأسد على الأعلام الثورية، التي استُخدمت في انتفاضة أبريل عام 1876 الساعية إلى الحرية، دليلاً على استمرار اعتبار الأسد رمزًا وطنيًا. في الفترة التي سبقت الثورة مباشرةً، صُنعت أعلام ثورية تحمل صورة أسد ذهبي جامح وشعار "الحرية أو الموت". وقد حُفظت هذه الأعلام، التي غالبًا ما كانت تُصنع يدويًا على يد معلمين محليين أو رسامي أيقونات، في المتاحف البلغارية حتى يومنا هذا. صُنعت معظم الأعلام من الحرير الأخضر، ورُسم عليها أسد مرسوم أو مطرز، في وضعية شعارية، يطأ الهلال - رمز الإمبراطورية العثمانية. ويمكن رؤية الصورة نفسها على قطع من ملابس الثوار السابقين، مثل القبعات والأزرار. في الفولكلور البلغاري وأدب النهضة البلغارية، سُميت هذه الصور بعلامات الأسد، نسبةً إلى صورة الثوار البلغار. تقول إحدى أشهر أغاني النهضة البلغارية: "أبطال بلغاريون شباب... علامات أسد على جباههم، ونار مشتعلة في عيونهم".

## التاريخ

### الليف الأول (1881–1952)

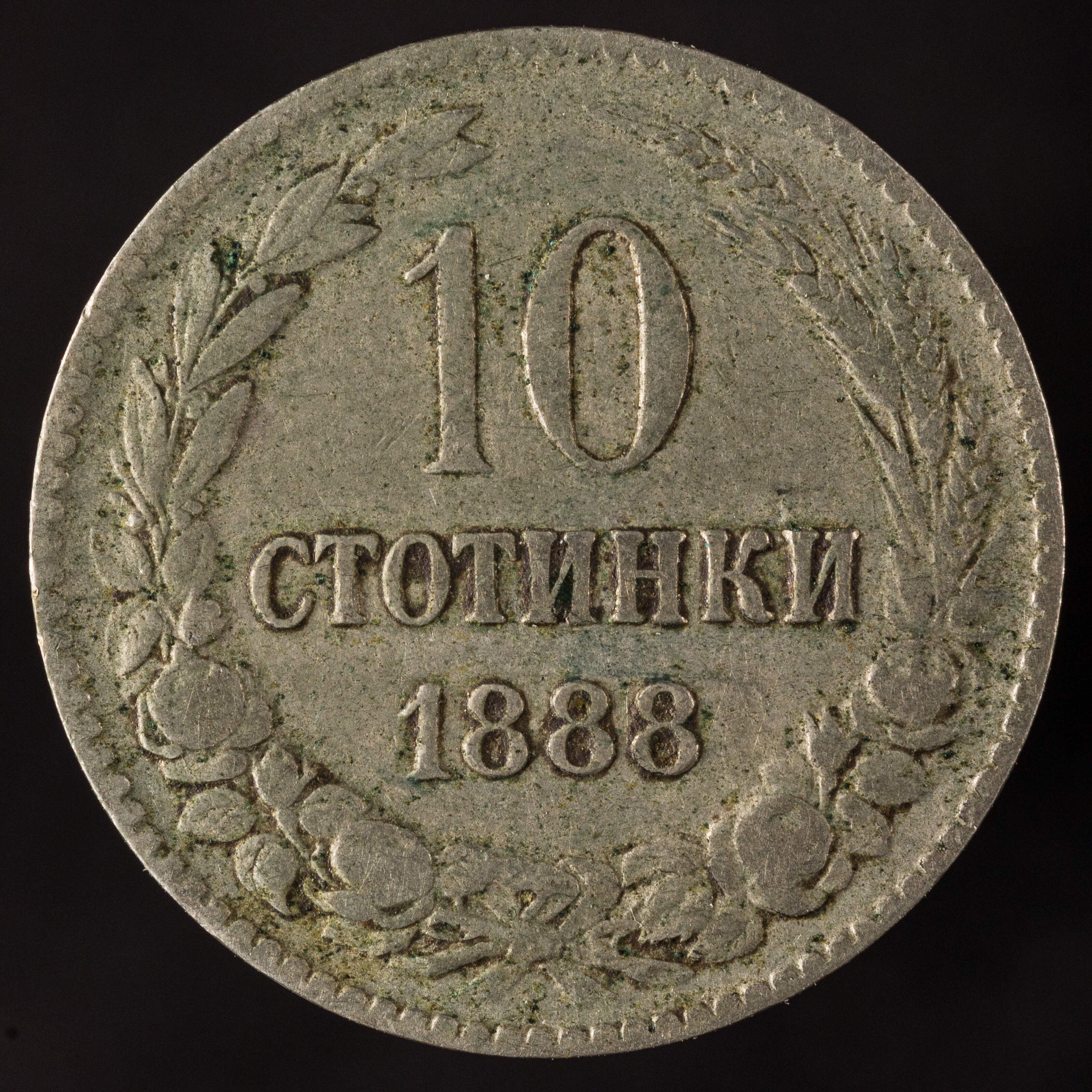
10 ستوتينكي 1888

قدم الليف كعملة بلغارية في عام 1881 بقيمة تساوي الفرنك الفرنسي. تعلق معيار الذهب بين عامي 1899 و1906 ثم تعلق مرة أخرى في عام 1912. حتى عام 1916، إصدرت العملات الفضية والذهبية البلغارية بنفس مواصفات تلك الخاصة بالاتحاد النقدي اللاتيني. الأوراق النقدية الصادرة حتى عام 1928 كانت مدعومة بالذهب ( ليفا زلاتو/ زلاتني، лева злато / златни) أو الفضة ( ليفا سريبرو / سريبارني، лева себро / спебъrни).
في عام 1928، وضع معيار ذهبي جديد بقيمة 1 ليف = 10.86956 تأسست شركة mg gold.
خلال الحرب العالمية الثانية، عام 1940، رُبط الليف بالرايخ مارك الألماني بسعر 32.75 ليفًا = 1 رايخ مارك. ومع الاحتلال السوفيتي في سبتمبر 1944، رُبط الليف بالروبل السوفيتي بسعر 15 ليفًا = 1 روبل. وتلت ذلك سلسلة من عمليات ربط العملات بالدولار الأمريكي: 120 ليفًا = 1 دولار في أكتوبر 1945، و286.50 ليفًا في ديسمبر 1945، و143.25 ليفًا في مارس 1947. لم تُصدر أي عملات معدنية بعد عام 1943؛ بل صدرت الأوراق النقدية فقط حتى إصلاح العملة عام 1952.

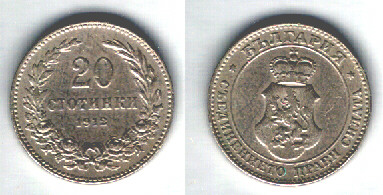
1912 20 ستوتينكي

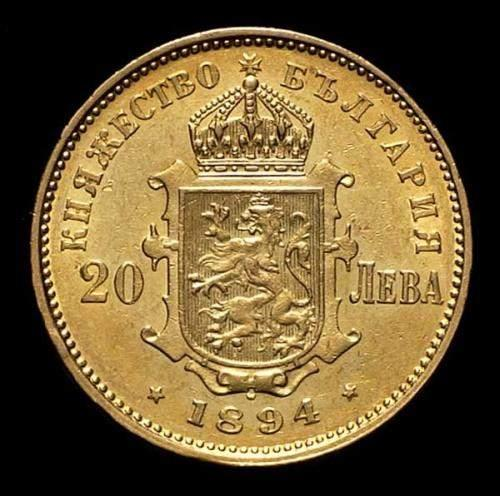
20 ليفا ذهبية (1894)

#### العملات المعدنية
بين عامي 1881 و1884، قدمت عملات برونزية من فئة 2 و5 و20 ستوتينكي، وعملات فضية من فئة 50 ستوتينكي، و1 و2 و5 ليفا، وتبع ذلك في عام 1888 تقديم عملات من النحاس والنيكل 21⁄2، 5، 10، و20 ليفا. صدرت فئات ذهبية 10 و20 ليفا عام 1894. وطُرحت ستوتينكا برونزية واحدة عام 1901.
توقف إنتاج العملات الفضية في عام 1916، مع استبدال الزنك بالنيكل النحاسي في 5 و10 و20 ستوتينكي في عام 1917. في عام 1923، قدمت عملات الألومنيوم 1 و2 ليف، تلاها قطع النيكل النحاسي في عام 1925. في عام 1930، قدم النيكل النحاسي 5 و10 ليف و20 و50 و100 ليف فضية، مع إصدار العملات الفضية حتى عام 1937، وهو العام الذي إصدر فيه 50 ستوتينكي من الألومنيوم والبرونز.
في عام 1940، صدرت عملات من النحاس والنيكل بفئات 20 و50 ليفا، تلتها في عام 1941 عملات من الحديد بفئات 1 و2 و5 و10 ليفا. وفي عام 1943، سُكّت عملات من الفولاذ المغطى بالنيكل بفئات 5 و10 و50 ليفا. وكانت هذه آخر عملات معدنية تُصدر لهذا الإصدار من الليف.

#### الأوراق النقدية

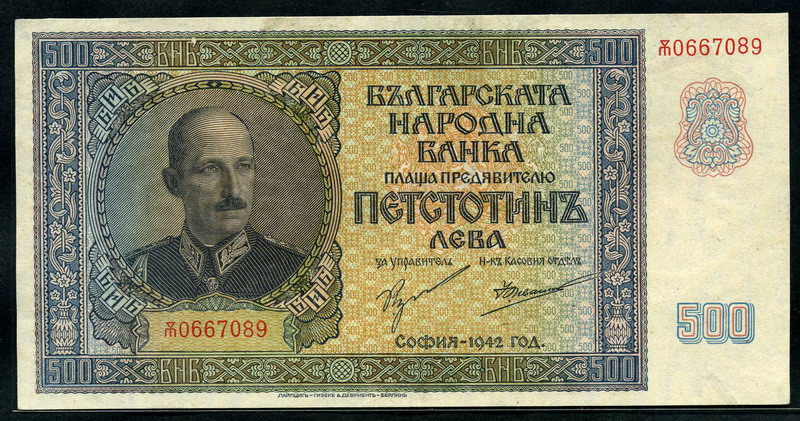
ورقة نقدية من فئة 500 ليفا من عام 1942، القيصر بوريس الثالث

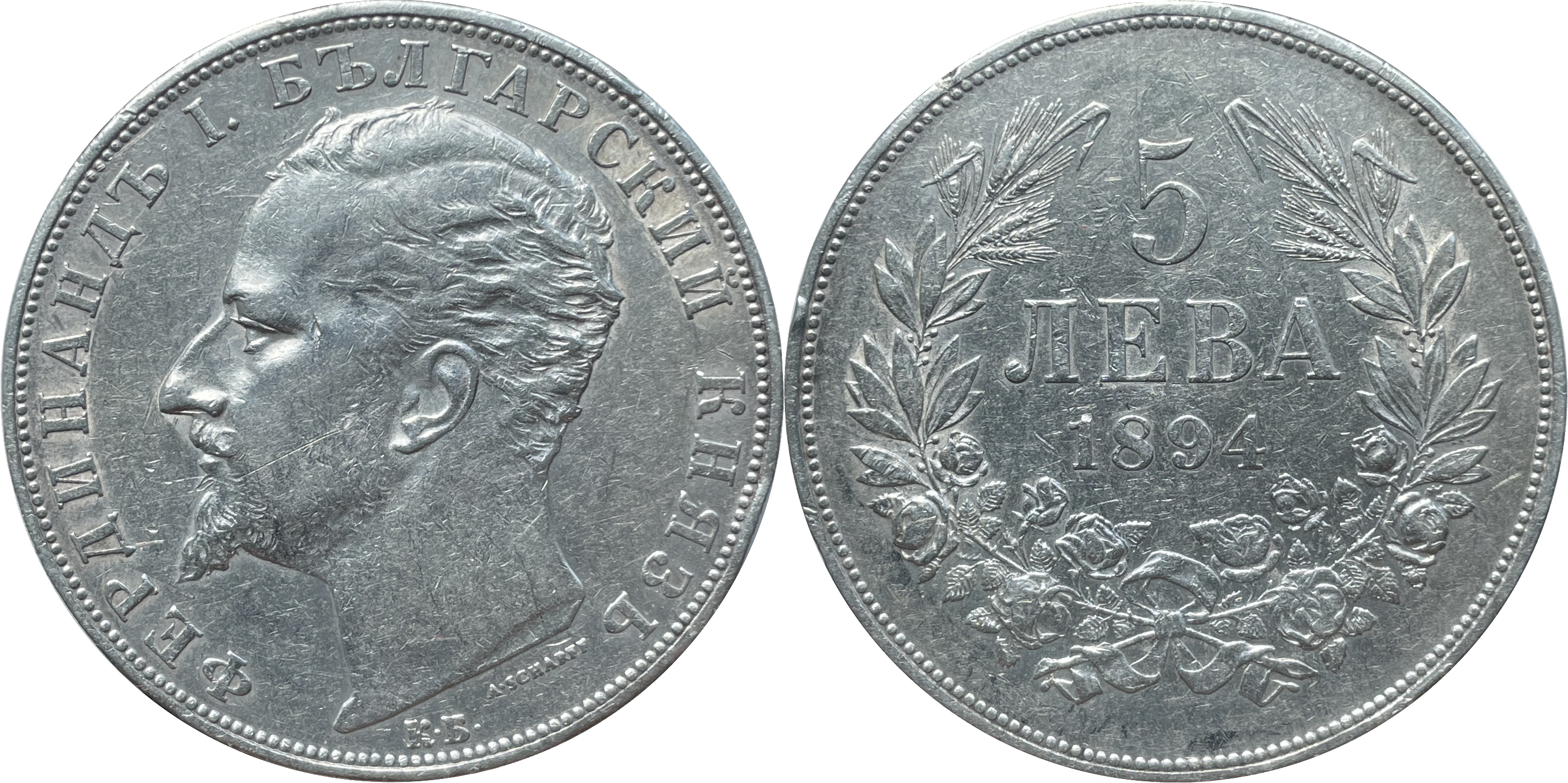
عملة 5 ليفا (1894)

في عام 1885، أصدر البنك الوطني البلغاري أوراقًا نقدية من فئة 20 و50 ليفا ذهبيًا، تلتها في عام 1887 أوراق نقدية من فئة 100 ليفا ذهبيًا، وفي عام 1890 أوراق نقدية من فئة 5 و10 ليفا ذهبيًا. في عام 1899، صدرت أوراق نقدية من فئة 5 و10 و50 ليفا فضية، تلتها أوراق نقدية من فئة 100 و500 ليفا فضية في عامي 1906 و1907 على التوالي. كما طُرحت أوراق نقدية من فئة 500 ليفا ذهبيًا في عام 1907.
في عام 1916، طُرحت أوراق نقدية من فئة 1 و2 ليف فضي و1000 ليف ذهبي، تلتها أوراق نقدية من فئة 2500 و10,000 ليف ذهبي عام 1919. وفي عام 1924، صدرت أوراق نقدية من فئة 5000 ليف، وهي أول ورقة نقدية بدون تسمية معدنية. وفي عام 1928، طُرحت سلسلة جديدة من الأوراق النقدية (بتاريخي 1922 و1925) كانت فئاتها بالليفا فقط. وكانت الفئات المطروحة هي 5 و10 و20 و50 و100 و500 و1000 و5000 ليف. وفي عام 1929، طُرحت فئتا 200 و250 ليف.
في عام 1930، استبدلت الأوراق النقدية بعملات معدنية تصل قيمتها إلى 100 ليف، على الرغم من إصدار أوراق نقدية بقيمة 20 ليف بين عامي 1943 و1950. بين عامي 1943 و1945، إصدرت سندات خزانة الدولة بقيمة 1000 و5000 ليف.

### الليف الثاني (1952–1962)
في عام 1952، وبعد التضخم الذي شهدته فترة الحرب، استُبدل الليف الأصلي بليف جديد بمعدل ليف جديد واحد = 100 ليف قديم. إلا أن سعر الفائدة على الحسابات المصرفية كان مختلفًا، حيث تراوح بين 100:3 و200:1. واستُبدلت أسعار السلع بمعدل 25:1. رُبط الليف الجديد بالدولار الأمريكي بمعدل 6.8 ليف = دولار واحد، ثم انخفض إلى 9.52 ليف في 29 يوليو 1957.

#### العملات المعدنية
في عام 1952، طُرحت عملات معدنية (مؤرخة عام 1951) بفئات 1، 3، 5، 10، و25 ستوتينكي، حيث صُنعت الفئات الثلاث الدنيا من النحاس الأصفر، والفئتان الأعلى من النيكل النحاسي. بعد ذلك بوقت قصير، صدرت عملات ستوتينكي من فئة 20 ستوتينكي من النيكل النحاسي مؤرخة عام 1952، تلتها عملات من فئة 50 ستوتينكي عام 1959، وفئة 1 ليف عام 1960، والتي حلت محل ورقة 1 ليف (كلاهما أيضًا من النيكل النحاسي). تتميز جميع عملات ستوتينكي برسم سنبلة قمح حول الفئة على ظهرها، وشعار الدولة على وجهها، بينما تُظهر عملة الليف إكليل غصن زيتون حول الفئة.

#### الأوراق النقدية
في عام 1952، صدرت أوراق نقدية حكومية (مؤرخة عام 1951) في 1 و3 و5 ليفا، إلى جانب أوراق نقدية من البنك الوطني لفئات 10 و25 و50 و100 و200 ليفا. طُبعت أوراق نقدية من فئة 500 ليف ولكن لم تصدر. سُحبت أوراق نقدية من فئة 1 ليف بعد طرح العملة المعدنية في عام 1960. تصور أوراق 1 و3 و5 ليفا شعار الدولة، بينما تصور جميع الفئات من 10 ليفا وما فوق جورجي ديميتروف، الذي نشأت حوله عبادة شخصية بعد وفاته في تلك الفترة الزمنية. يصور الجانب الخلفي لأوراق نقدية من فئة 1 ليف و3 و5 ليفا أيادي تحمل المطرقة والمنجل، بينما تصور الفئات الأعلى عمالًا في مهن مختلفة.

### الليف الثالث (1962-1999)
في عام 1962، حدثت عملية إعادة تصنيف أخرى بمعدل 10 إلى 1، مما أدى إلى تحديد سعر الصرف عند 1.17 ليف = 1 دولار أمريكي، مع انخفاض سعر السياحة إلى 2 ليف في 1 فبراير 1964. وكان رمز ISO 4217 هو بعد ذلك، ظل الليف مستقرًا نسبيًا لما يقرب من ثلاثة عقود. ومع ذلك، وكما هو الحال مع عملات الدول الشيوعية الأخرى، لم يكن قابلًا للتحويل بحرية للصناديق الغربية. ونتيجةً لذلك، كانت أسعار السوق السوداء أعلى بخمسة إلى عشرة أضعاف من السعر الرسمي. خلال تلك الفترة، وحتى عام 1989، كان الليف البلغاري مدعومًا بالذهب، وتحمل الأوراق النقدية نصًا ينص على: "الورقة النقدية مدعومة بالذهب وجميع أصول البنك" (البلغارية: "Банкнотата е обезпечена със злато и всички активи на банката" Банкнотата е обезпечена със злато и всички активи на банката")).
بعد سقوط الشيوعية، شهدت بلغاريا عدة حالات تضخم حاد وانخفاض حاد في قيمة عملتها. ولتغيير ذلك، في عام 1997، ربط الليف بالمارك الألماني، بحيث يساوي 1000 ليف ماركًا ألمانيًا واحدًا (الليف الواحد يساوي 0.1 بفنغ).
منذ عام 1997، كانت بلغاريا تتبع نظام مجلس العملة، وكانت كل العملة البلغارية المتداولة مدعومة بالكامل باحتياطيات النقد الأجنبي للبنك الوطني البلغاري (BNB).

#### العملات المعدنية
في عام 1962، طُرحت عملات من الألومنيوم والبرونز بفئات 1، 2، و5، ومن النيكل والنحاس بفئات 10، 20، و50، و1 ليف. تشبه سلسلة العملات هذه إلى حد كبير عملات الاتحاد السوفيتي خلال الفترة نفسها، لا سيما في التصميم والحجم.
يظهر شعار الدولة على وجه جميع العملات، وقد طرأت عليه عدة تغييرات. أولها عام 1962 مع إصدار العملة الجديدة، والثاني عام 1974، وكان الأشرطة أبرزها.
تداولوا عدد من عملات ليف التذكارية من فئة 2 ليفا خلال هذه الفترة، وكثيرًا ما طُرحت للتداول نظرًا لكثرة إنتاجها وانخفاض قيمتها لدى هواة جمع العملات. كما طُرحت عملات ليف من فئات أعلى للتداول بشكل غير منتظم، بأحجام وتركيبات معدنية متفاوتة، بما في ذلك الفضة. ويعود ذلك في الغالب إلى وفرة العملات النقدية التي لم تُباع لهواة جمع العملات. ويمكن ملاحظة حالات مماثلة مع عملات من فئات أعلى من ألمانيا الشرقية وبولندا خلال الفترة نفسها.
| صورة | فئة         | القطر    | وزن      | التركيب                        | وجه العملة   |
| ---- | ----------- | -------- | -------- | ------------------------------ | ------------ |
|      | 1 ستوتينكا  | 15.2 مم  | 1 غرام   | نحاس                           | شعار النبالة |
|      | 2 ستوتينكي  | 18.1 مم  | 2 غرام   | نحاس                           | شعار النبالة |
|      | 3 ستوتينكي  | 19.8 ملم | 2.4 جرام | نحاس                           | شعار النبالة |
|      | 5 ستوتينكي  | 22.35 مم | 3.1 جرام | نحاس                           | شعار النبالة |
|      | 10 ستوتينكي | 17.1 مم  | 1.8 جرام | النيكل والنحاس والنحاس والنيكل | شعار النبالة |
|      | 20 ستوتينكي | 21.2 مم  | 2.9 جرام | النيكل والنحاس والنحاس والنيكل | شعار النبالة |
|      | 25 ستوتينكي | 22 ملم   | 3.3 جرام | النيكل والنحاس والنحاس والنيكل | شعار النبالة |
|      | 50 ستوتينكي | 23.3 مم  | 4.2 جرام | النيكل والنحاس والنحاس والنيكل | شعار النبالة |
|      | 1 ليف       | 24 مم    | 4.8 جرام | النيكل والنحاس والنحاس والنيكل | شعار النبالة |

#### عملات ما بعد الشيوعية
في عام 1992، بعد انتهاء الحقبة الشيوعية، سُحبت العملات القديمة وطُرحت عملات جديدة بفئات 10، 20، و50 ستوتينكي، و1، 2، 5، و10 ليفا. جميعها سُكّت من النيكل والنحاس، باستثناء عملة 10 ليفا النحاسية النيكلية. في عام 1997، طُرحت عملات من النيكل والنحاس بفئات 10، 20، و50 ليفا.

#### الأوراق النقدية
في عام 1962، أصدر البنك الوطني أوراقًا نقدية من فئات 1, 2, 5, 10، و20 ليفا. وفي عام 1974، صدرت سلسلة ثانية من نفس الفئات. وفي عام 1990 طُرحت أوراق نقدية من فئة 50 ليفا. وحملت الفئات من 10 ليفا فأكثر صورة جورجي ديميتروف، بينما حملت الفئات من 1، 2، و5 ليفا شعار الدولة. وبعد سقوط النظام الشيوعي، طُرحت أوراق نقدية جديدة من فئات 20, 50, 100، و200 ليفا. وتبع ذلك إصدار أوراق نقدية من فئة 500 ليفا في عام 1993، و1000 و2000 ليفا في عام 1994، و5000 و10000 ليفا في عام 1996 (أعيد إصدارها بتصميم ومظهر جديدين في عام 1997)، و50000 ليفا في عام 1997. وعلاوة على ذلك، كان من المقرر طرح ورقتين نقديتين جديدتين من فئة 20000 و100000 ليفا في عامي 1997 و1998، ولكن إلغي إنتاجهما بعد إدخال مجلس العملة في عام 1997.

### الليف الرابع (1999–2025)
في 5 يوليو 1999، أُعيد تقييم الليف البلغاري الجديد ليصبح 1000:1، بحيث يُعادل كل ليف جديد ماركًا ألمانيًا واحدًا. رمز العملة ISO 4217 للليف البلغاري الجديد هو BGN. سعر الليف مُثبت عند 1 يورو = 1.95583 ليفا (سابقًا، كان 1 مارك ألماني = 1 ليف بلغاري، مع استمرار سعر الصرف الثابت من الليف الثالث).

#### العملات المعدنية
في عام 1999، قدمت عملات معدنية من فئات 1، 2، 5، 10، 20 و 50 ستوتينكي. استبدلت العملة المعدنية بقيمة 1 ليف بالعملة الورقية بقيمة 1 ليف في عام 2002، والعملة المعدنية بقيمة 2 ليف بالعملة الورقية بقيمة 2 ليف في عام 2015.
| | 1 ستوتينكا  | 0.005 يورو | 16 مم   | 1.8 جرام | 1999 - CuAlNi 2000 - الفولاذ المغطى بالبرونز                   | سهل                        | القيمة والسنة والنجوم الاثني عشر كرمز لأوروبا . | اسم الدولة، مادارا رايدر         | 1999 عام 2000 | 5 يوليو 1999  | حاضِر | حاضِر |
| | 2 ستوتينكي  | 0.010 يورو | 18 مم   | 2.5 جرام | 1999 - CuAlNi 2000 - الفولاذ المغطى بالبرونز                   | سهل                        | القيمة والسنة والنجوم الاثني عشر كرمز لأوروبا . | اسم الدولة، مادارا رايدر         | 1999 عام 2000 | 5 يوليو 1999  | حاضِر | حاضِر |
| | 5 ستوتينكي  | 0.025 يورو | 20 مم   | 3.5 جرام | 1999 - CuAlNi 2000 - الفولاذ المغطى بالبرونز                   | سهل                        | القيمة والسنة والنجوم الاثني عشر كرمز لأوروبا . | اسم الدولة، مادارا رايدر         | 1999 عام 2000 | 5 يوليو 1999  | حاضِر | حاضِر |
| | 10 ستوتينكي | 0.051 يورو | 18.5 مم | 3.0 جرام | النحاس والزنك                                                  | مقصب                       | القيمة والسنة والنجوم الاثني عشر كرمز لأوروبا . | اسم الدولة، مادارا رايدر         | 1999          | 5 يوليو 1999  | حاضِر | حاضِر |
| | 20 ستوتينكي | 0.102 يورو | 20.5 مم | 4.0 جرام | النحاس والزنك                                                  | مقصب                       | القيمة والسنة والنجوم الاثني عشر كرمز لأوروبا . | اسم الدولة، مادارا رايدر         | 1999          | 5 يوليو 1999  | حاضِر | حاضِر |
| | 50 ستوتينكي | 0.255 يورو | 22.5 مم | 5.0 جرام | النحاس والزنك                                                  | مقصب                       | القيمة والسنة والنجوم الاثني عشر كرمز لأوروبا . | اسم الدولة، مادارا رايدر         | 1999          | 5 يوليو 1999  | حاضِر | حاضِر |
| | 1 ليف       | 0.511 يورو | 24.5 مم | 7.0 جرام | ثنائي المعدن: مركز من النحاس والنيكل في حلقة نحاسية            | أجزاء متناوبة ناعمة ومضلعة | القيمة والسنة والنمط البياني لخطين متقاطعين.    | اسم البلد القديس إيفان ريلسكي    | 2002          | 2 سبتمبر 2002 | حاضِر | حاضِر |
| | 2 ليفا      | 1.022 يورو | 26.5 مم | 9.0 جرام | ثنائي المعدن: مركز من النيكل والنحاس في حلقة من النحاس والنيكل | القصب المجزأ               | القيمة والسنة والنمط البياني لخطين متقاطعين.    | اسم الدولة، بايسيوس من هيليندار ‏ | 2015          | 7 ديسمبر 2015 | حاضِر | حاضِر |
| These images are to scale at 2.5 pixels per millimetre. For table standards, see the جدول مواصفات العملات . |             |            |         |          |                                                                |                            |                                                 |                                  |               |               |      |      |

#### العملات التذكارية
في أعوام 2004 و2005 و2007، سُكّت إصدارات تذكارية من عملة الخمسين ستوتينكا. في عام 2018، صُدِّرت نسخة تذكارية من عملة الـ 2 ليفا. هذه العملات غير متداولة.
و سكت أيضًا العديد من العملات التذكارية التجارية.

#### الأوراق النقدية
في عام 1999، طرحت الأوراق النقدية من فئات 1، 2، 5، 10، 20، و50 ليفًا. وفي عام 2003، إضيفت أوراق نقدية من فئة 100 ليفًا. وفي وقت لاحق، استبدلت الأوراق النقدية من فئة 1 و2 ليفًا بعملات معدنية ذات قيمة مماثلة و سحبت من التداول.
| صورة | صورة  | قيمة     | ما يعادله باليورو | أبعاد       | وصف                 | وصف                                    | وصف                | تاريخ               | تاريخ         | تاريخ        | تاريخ            |
| وجه العملة | العكس | قيمة     | ما يعادله باليورو | أبعاد       | وجه العملة          | العكس                                  | العلامة المائية    | الطباعة             | الإصدار       | انسحاب       | انقضاء           |
| --- | ----- | -------- | ----------------- | ----------- | ------------------- | -------------------------------------- | ------------------ | ------------------- | ------------- | ------------ | ---------------- |
| |       | 1 ليف    | 0.511 يورو        | 112 × 60 مم | إيفان ريلسكي        | دير ريلا                               | الأسد المتوحش      | 1999                | 5 يوليو 1999  | 1 يناير 2016 | إلى أجل غير مسمى |
| |       | 2 ليفا   | 1.022 يورو        | 116 × 64 مم | بايزي هيليندارسكي   | إستوريا سلافيانوبولجارسكايا ‏           | الأسد المتوحش      | 1999 2005           | 5 يوليو 1999  | 1 يناير 2021 | إلى أجل غير مسمى |
| |       | 5 ليفا   | 2.556 يورو        | 121 × 67 مم | إيفان ميليف ‏        | لوحات للفنان إيفان ميليف               | إيفان ميليف        | 1999 2009 2020      | 5 يوليو 1999  | حاضِر         | حاضِر             |
| |       | 10 ليفا  | 5.112 يورو        | 126 × 70 مم | بيتر بيرون ‏         | الأدوات الفلكية                        | بيتر بيرون         | 1999 2008 2020      | 5 يوليو 1999  | حاضِر         | حاضِر             |
| |       | 20 ليفا  | 10.225 يورو       | 131 × 73 مم | ستيفان ستامبولوف ‏   | أورلوف موست ، لافوف موست               | ستيفان ستامبولوف   | 1999 2005 2007 2020 | 5 يوليو 1999  | حاضِر         | حاضِر             |
| |       | 50 ليفا  | 25.564 يورو       | 136 × 76 مم | بينشو سلافيكوف ‏     | قصائد للشاعر بينشو سلافيكوف            | بينشو سلافيكوف     | 1999 2006 2019      | 5 يوليو 1999  | حاضِر         | حاضِر             |
| |       | 100 ليفا | 51.129 يورو       | 141 × 79 مم | أليكو كونستانتينوف ‏ | أليكو كونستانتينوف؛ عمله " باي جانيو " | أليكو كونستانتينوف | 2003 2018           | 8 ديسمبر 2003 | حاضِر         | حاضِر             |
| These images are to scale at 0.7 pixel per millimetre. For table standards, see the جدول مواصفات الأوراق النقدية . |       |          |                   |             |                     |                                        |                    |                     |               |              |                  |

#### اعتماد اليورو
من المقرر أن يحل اليورو محل الليف البلغاري في الأول من يناير/كانون الثاني 2026. وستُتداول العملتان الماديتان بالتوازي حتى 31 يناير/كانون الثاني 2026، وبعد ذلك التاريخ سيتوقف الليف عن كونه عملة قانونية. وسيواصل البنك الوطني البلغاري (BNB) تداول الأوراق النقدية والعملات المعدنية من الليف لأجل غير مسمى.

## سعر الصرف BGN الحالي
| من Yahoo! Finance: | AUD CAD CHF EUR GBP HKD JPY USD TRY |
| من XE.com:         | AUD CAD CHF EUR GBP HKD JPY USD TRY |
| من Investing.com:  | AUD CAD CHF EUR GBP HKD JPY USD TRY |
| منOANDA.com:       | AUD CAD CHF EUR GBP HKD JPY USD TRY |